# جونيير مونتانو
جونيير إستينر مونتانو كايسيدو (بالإسبانية: Johnnier Esteiner Montaño Caicedo)‏ المعروف باسم جونيير مونتانو (ولد في 14 يناير 1983 في كالي) هو لاعب كرة قدم كولومبي محترف يلعب في مركز الوسط المهاجم في نادي سبورت بويز البيروفي.
شقيقه فيكتور هوغو مونتانيو هو أيضا لاعب كرة قدم.

## المسيرة الرياضية مع الأندية
حصل على اعتراف على الساحة الدولية في سن مبكرة واعتبر مونتانو نجمًا محتملاً ووقع مع بارما الإيطالي في عام 1999 مع زميله في الفريق خورخي بولانيو. على مدى السنوات القليلة التالية عانى مونتانو من مشاكل شخصية وتم إعارته بسبب فشله في اللعب لفريق بارما الأول أولاً إلى هيلاس فيرونا لموسم 2001-2002 ثم إلى بياتشينزا لموسم 2002-2003. لعب فقط مباريات قليلة لكلا الفريقين الذي صدف أن كلاهما هبط من الدرجة الأولى بينما مونتانو كان هناك.
مع فرص محدودة في إيطاليا شرع مونتانو في البحث عن فرص أخرى حيث عاد أولاً إلى موطنه كولومبيا للتوقيع مع أمريكا دي كالي وبعد ذلك مع إنديبنديينتي سانتا في. بعد قضاء موسم في الوكرة في قطر عاد إلى كولومبيا للانضمام إلى كورتولوا قبل الاستمتاع بالنجاح الأكبر في مسيرته مع سبورت بويز في بيرو.
بعد تسجيله 9 أهداف مع سبورت بويز كان مونتانو مطلوبا من قبل العديد من الفرق الكبرى في بيرو. ادعى كل من الجامعي دي بيرو وأليانزا ليما أنهما وقعا معه. وأخيراً على الرغم من توقيع عقد مبدئي مع الجامعي دي بيرو فإنه وقع مع أليانزا ليما.
بعد إقامة لمدة موسمين بدون أي إنجاز كبير في الدوري البيروفي فقد تم إعارته إلى قونيا سبور.

## المسيرة الرياضية مع المنتخب
كان مونتانو لاعبًا شابًا من الدرجة الأولى في كيلمس في الأرجنتين وسجل أرقامًا عن طريق عرضه على منتخب كولومبيا في سن 15 عامًا حيث حقق أداءً جيدًا ليحرز مكانًا في الفريق الذي فاز ببطولة كوبا أمريكا 1999. سجل مونتانو الهدف النهائي في المباراة التي فازت فيها كولومبيا على الأرجنتين 3-0 في مباراة شهدت أفضل تذكير لإضاعة مارتن باليرمو ثلاث ركلات جزاء. في وقت لاحق مثل كولومبيا في بطولة كوبا أمريكا تحت 20 سنة عام 2001. لعب مباراته الدولية الأخيرة في عام 2003.